# Scopula rufifimbria
Scopula rufifimbria är en fjärilsart som beskrevs av W. Warren 1914. Scopula rufifimbria ingår i släktet Scopula och familjen mätare. Inga underarter finns listade.